# Bálint Tamás
Bálint Tamás (Székelyudvarhely, 1985. június 29. –) József Attila-díjas romániai magyar költő és közgazdász.

## Életútja
Már gyerekkorában is egyidejűleg vonzotta az üzleti világ és megvolt benne az irodalom iránti szeretet is. Középiskolás tanulmányait a székelyudvarhelyi Tamási Áron Gimnázium matematika-fizika osztályában végezte.
Kolozsvárott a Babeș–Bolyai Tudományegyetemen szerzett oklevelet közgazdaságtanból. Eközben – a tanárokkal egyeztetve – gyakran látogatta az egyetem bölcsész karának óráit és az akkor szerveződő Előretolt Helyőrség hatására elkezdett publikálni is.
Írásai 2003 óta jelennek meg erdélyi és magyarországi folyóiratokban, antológiákban. Első kötetét 2007-ben a kolozsvári Erdélyi Híradó gondozásában adták ki A pap leánya, birtokostul címmel.
Tagja a Magyar Írószövetségnek, a Romániai Írószövetségnek, a PEN Clubnak és a Fiatal Írók Szövetségének.

## Művei
- A pap leánya, birtokostul; Erdélyi Híradó–Előretolt Helyőrség Szépirodalmi Páholy, Kolozsvár, 2007 (Előretolt helyőrség könyvek)
- Visszaút a fekete folyón; Erdélyi Híradó–Előretolt Helyőrség Szépirodalmi Páholy, Kolozsvár, 2011 (Előretolt helyőrség könyvek)
- Láv sztori; Erdélyi Híradó–FISZ, Kolozsvár–Bp., 2015 (Hortus conclusus)[3][4]
- Hibalista. Régi és új versek; Előretolt Helyőrség Íróakadémia–Kárpát-medencei Tehetséggondozó Nonprofit Kft., Bp., 2017[5]
- Szennyes; Előretolt Helyőrség Íróakadémia–Kárpát-medencei Tehetséggondozó Nonprofit Kft., Bp., 2021

## Díjak, elismerések
- 2007

- Méhes György-debütdíj
- Communitas Alapítvány alkotói ösztöndíj (irodalom)

- 2008

- Látó-nívódíj (Látó irodalmi folyóirat)
- Makói Medáliák fiatal költőknek járó díj

- 2009

- Székely János költészeti ösztöndíj

- 2012

- Németh Géza-emlékdíj
- Szilágyi Domokos költészeti díj (Romániai Írószövetség kolozsvári fiókja)

- 2014

- Móricz Zsigmond-ösztöndíj

- 2016

- Előretolt Helyőrség Íróakadémia ösztöndíj

- 2024

- Békéscsaba városának irodalmi különdíja
- József Attila-díj
- MMA-ösztöndíj